# Stuer
Stuer település Németországban, Mecklenburg-Elő-Pomeránia tartományban. Lakosainak száma 259 fő (2023. december 31.).

## Népesség
A település népességének változása:
| Lakosok száma | 242  | 242  | 256  | 265  | 259  |
|               | 2017 | 2019 | 2021 | 2022 | 2023 |